# Roger Fernay
Roger Fernay ou Fernay-Roger, pseudonyme de Roger Bertrand, né le 5 décembre 1905 à Paris 9e et mort le 9 juillet 1983 à Villefranche-sur-Mer, est un acteur, parolier et dirigeant du Syndicat national des auteurs et des compositeurs français.

## Biographie
Né le 5 décembre 1905 dans le 9e arrondissement de Paris, Roger Fernay est le fils de l'éditeur Paul Bertrand, un des responsables de la maison d'édition musicale Heugel & Cie. Il fait des études de lettres et de droit, mais abandonne le projet de devenir avocat pour se consacrer au théâtre comme acteur (de 1926 à 1934). À partir de 1935, il devient auteur pour le cinéma et le monde du spectacle. 
De son œuvre, on peut particulièrement retenir les paroles de la chanson Youkali, sur une musique de Kurt Weill (pour Marie Galante de Jacques Deval) ; Youkali est encore présente dans le répertoire de plusieurs interprètes ; elle a fait partie du programme de musique pour le baccalauréat, session 2005.
Après la Seconde Guerre mondiale, Roger Fernay joue un rôle important dans le cadre du Syndicat national des auteurs et compositeurs (SNAC), fondé en 1946, dont il est secrétaire général pendant plusieurs années. En 1967, il devient rédacteur en chef de la Revue internationale du droit d'auteur, fonction qu'il conserve jusqu'à sa mort. En 1970, il est vice-président du Syndicat international des auteurs (en:International Affiliation of Writers Guilds) et président de sa commission sur le droit d'auteur. Il appartient aussi à la Conférence internationale des Sociétés d'auteurs et compositeurs (CISAC) et à l'Association littéraire et artistique internationale (ALAI). Durant cette période, il joue un rôle important lors des conférences sur le droit d'auteur, à Stockholm (1967) et Paris (1971).
Il abandonne ses fonctions au SNAC en 1977, en devenant président d'honneur.
Roger Fernay a aussi écrit quelques livres et des articles pour la Revue internationale du droit d’auteur (RIDA) de 1953 (date de la fondation de la revue) à 1981.
Roger Fernay meurt le 9 juillet 1983 à Villefranche-sur-Mer.

## Œuvres

### Parolier
- 1934 : Roger Fernay écrit avec Jacques Deval les paroles des chansons de la pièce  Marie Galante, adaptée par Deval de son roman éponyme. La musique est de Kurt Weill :
  - Les Filles de Bordeaux,
  - Le Grand Lustucru,
  - Le Roi d'Aquitaine,
  - J'attends un navire,
  - Le Train du Ciel,
  - Youkali, à l'origine pièce instrumentale (« tango habanera »), adaptée en chanson en 1935 par Roger Fernay.
- 1935 : Boîtes de nuit, musique de Charles Tucker ; partition Coda
- 1936 : Colombella, musique d’Alberto Caïs de Pierlas, interprétée par Tino Rossi
- 1937 : C'est toujours la même chanson, musique de Jean Delettre et Michel Emer, interprétée par Lucienne Boyer
- 1938 : Quand un petit oiseau, musique de Michel Emer, interprétée par Fred Adison
- 1943 : Ce n’est plus la même chanson, musique de Jean Delettre et Alec Siniavine, interprétée par Tino Rossi
- En attendant, blues, musique de Charles Tucker pour la comédie musicale Broadway ; partition Coda
- J'ai rêvé dans tes bras, tango, musique de Frédo Gardoni et Jean Chavoit, créé par Jean Clément[2]
- Sérénade à Colomba, interprétée par Jean Lambert

### Théâtre
- 1929 : Topaze de Marcel Pagnol, pour la tournée Karsenty, Roger de Berville

### Films
Chansons
- 1935  : Pour plaire aux femmes, fox-trot, musique de Ralph Erwin, créée par Fernand Gravey dans le film : Monsieur Sans-Gêne
- 1936 : Le Grand Refrain, slow-fox, musique de Richard Heymann, chanson du film Le Grand Refrain d’Yves Mirande, avec Fernand Gravey, Jean Tissier
- 1937 : Prison sans barreaux, de Léonide Moguy et Christian Matras, avec Corinne Luchaire, Ginette Leclerc
- 1938 : Tempête sur l'Asie, de Richard Oswald, avec Madeleine Robinson, Robert Le Vigan, Sessue Hayakawa, Conrad Veidt
- 1938 : Il peut neiger, musique de Wal-Berg, chanson du film Katia, de Maurice Tourneur, créée par Danielle Darrieux
- 1939 : Le Paradis perdu, valse, musique de Hans May, chanson du film homonyme d’Abel Gance. Cette chanson est interprétée plusieurs fois dans le film, en particulier par Micheline Presle. Elle a eu un grand succès dès la sortie du film en décembre 1940 et a été reprise par des chanteuses populaires comme Lucienne Delyle (1941) et Marie-José.
- 1939 : Le Paradis des voleurs, de L. C. Marsoudel, avec Fernand Charpin, Paulette Dubost, Julien Carette
- 1940 : Volpone, de Maurice Tourneur, avec Harry Baur

Dialogues
- 1946 : Tombé du ciel, de Emile-Edwin Reinert, avec Jean Carmet

### Livret
- 1955 : Casanova, musique de Wal-Berg, opérette créée à Nancy

### Publications
Fiction
- 1938 : Le Gaz mystérieux, de Gérard Carlier[3] et Roger Fernay, Paris, Éditions de France, collection À ne pas lire la nuit, 1938

Articles de la Revue internationale du droit d'auteur
- 1953, no 1   : L'invitation de Neuchâtel
- 1954, no 3   : L'État et les auteurs
- 1958, no 19  : La cession et le contrat d'édition
- 1963, no 41  : Droit d'auteur, salaire et droit de grève
- 1967, no 54  : Œuvres cinématographique et télévisuelles
- 1970, no 63  : La « recommandation » de Washington
- 1971, no 70  : Paris 1971, ou les aventures d'un « package deal »
- 1980, no 104 : Nouvelles des Pays-Bas : La double imposition des redevances de droit d'auteur sera-t-elle un jour supprimée ?
- 1981, no 109 : Grandeur, misère et contradictions du droit d'auteur

Ouvrages relatifs au droit d'auteur
- 1950 : Le Théâtre, le cinéma, la radio et le droit d'auteur. – Paris, Imprimerie centrale de presse.- 24 pp, broché.- Préface de Georges Auric.- Localisation : BnF (Richelieu).
Il s'agit de l'édition du « Rapport moral présenté à l'assemblée générale du Syndicat national des auteurs et des compositeurs de musique le 31 mars 1950 ».
- 1951 : Cinq ans d’activité syndicale. – Paris, Imprimerie centrale de presse.- 32 pp, broché.- Localisation : BDIC, Nanterre.
Il s'agit du texte du rapport moral pour le congrès du SNAC en 1951.
- non daté : Histoire internationale du droit d’auteur des origines à nos jours. – RIDA, sd (réédition : 1974).- Localisation : BnF, BU Cujas Paris, BU Rennes Droit.